# Малі супутники

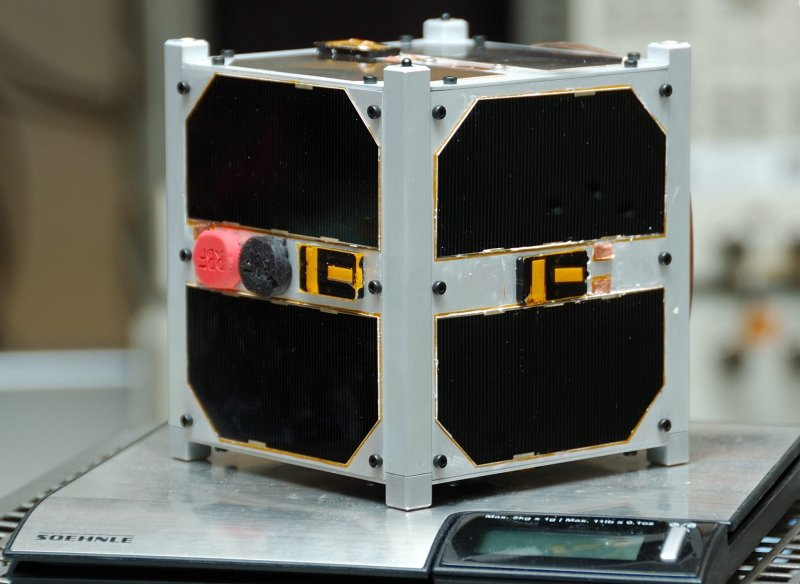
Наносупутники — ESTCube-1

Малі супутники (англ. Small satellite, не плутати з мінісупутниками) — тип штучних супутників Землі, що мають масу до 500 кг[джерело?]. Часто проєктуются для роботи в групі («swarm» — рій), деякі групи потребують наявності більш великого супутника для зв'язку із Землею.
| Група                  | Маса, кг |
| ---------------------- | -------- |
| Великі супутники       | >1000    |
| Середні супутники      | 500—1000 |
| Міні супутники         | 100—500  |
| Мікро супутники        | 10—100   |
| Нано супутники CubeSat | 1—10     |
| Піко супутники         | 0,1—-1   |
| Фемто супутники        | <0,1     |

## Історія
14 січня 2025 року ракета-носій Falcon 9 компанії SpaceX стартувала з авіабази Ванденберг у Каліфорнії (США). Політ відбувся у рамках програми SmallSat Rideshare з масового запуску малих супутників. Незабаром перший ступінь ракети-носія успішно повернувся на стартовий майданчик, а другий — вивів корисне навантаження (131 малий супутник) на сонячно-синхронну орбіту. Корисне навантаження включало десятки мікросупутників і кубсатів, серед яких були апарати для отримання зображень Землі, що належали індіанському стартапу Pixxel і уряду ОАЕ, а також Varda Space, і навіть «супутник для селфі».

## Призначення
Сучасні малі супутники виділяються відносно великою функціональністю, не дивлячись на свій малий розмір. Їх область застосування широка — від спроб дистанційного зондування Землі до космічних спостережень:
- Відпрацювання нових технологій, методів і програмно-апаратних рішень;
- Освітні програми;
- Екологічний моніторинг;
- Дослідження геофізичних полів;
- Астрономічні спостереження.

## Особливості
У космічних апаратах для низьких орбіт, до яких належать і малі супутники, використовують комерційні мікросхеми, а не їх спеціалізовані аналоги, як при проєктуванні звичайних супутників.
Розвитком для всієї космічної галузі стала комерціалізація і стандартизація супутникових компонентів та впровадження інтернету Речей.